# بطولة أوروبا للألعاب المائية 1991
بطولة أوروبا للألعاب المائية 1991 هو الموسم الـ 20 من بطولة أوروبا للألعاب المائية، عقد في الفترة 18–25 أغسطس من 1991، وجرت المنافسات في مدينة أثينا، اليونان، ونظمت من قبل الاتحاد الأوروبي للسباحة.

## النتائج
| م        | الذهبية          | الفضية  | البرونزية |
| -------- | ---------------- | ------- | --------- |
| الفائزين | الاتحاد السوفيتي | ألمانيا | المجر     |